# Nettoyage par le vide (film, 1954)
Pour les articles homonymes, voir Nettoyage par le vide.
Nettoyage par le vide (titre original : The Long Wait), est un film américain de Victor Saville sorti en 1954, basé sur un roman de Mickey Spillane.

## Synopsis
Johnny McBride, gravement blessé, est pris en auto-stop puis perd la mémoire lorsque la voiture qu'il conduit s'écrase. Deux ans plus tard, un indice le conduit dans son ancienne ville natale, où il découvre qu'il est suspecté de meurtre. McBride tente alors d'effacer son nom des accusations de meurtre présumé alors que des voyous travaillant pour le chef de la mafia locale tentent de mettre fin à son ingérence dans leurs affaires.

## Fiche technique
- Titre original : The Long Wait
- Réalisation : Victor Saville
- Scénario : Alan Green, Lesser Samuels  d'après Mickey Spillane
- Dates de sortie : 
  - États-Unis : 26 mai 1954
  - France : 12 novembre 1954
- Durée : 94 minutes
- Musique : Mario Castelnuovo-Tedesco
- Image : Franz Planer
- Montage : Otto Ludwig et Ronald Sinclair

## Distribution
- Anthony Quinn : Johnny McBride
- Charles Coburn : Gardiner
- Gene Evans : Servo
- Peggie Castle : Venus
- Mary Ellen Kay : Wendy Miller
- Shirley Patterson : Carol Shay (comme Shawn Smith)
- Dolores Donlon : Troy Avalon
- Barry Kelley : Tucker
- James Millican : Capt. Lindsey
- Bruno VeSota : Eddie Packman
- Jay Adler : Joe--Bellhop
- John Damler : Alan Logan
- Frank Marlowe : Pop Henderson